# Noordelijke breedneuswombat
De noordelijke breedneuswombat (Lasiorhinus krefftii) is een Australisch buideldier uit de familie wombats (Vombatidae). Het dier is iets groter dan de gewone wombat (Vombatus ursinus). 

## Verspreiding
Voor de komst van de moderne mens in de achttiende eeuw was de noordelijke breedneuswombat wijdverspreid over de open gebieden van oostelijk Australië (Queensland, New South Wales, Victoria) zoals scrublands en savannes. Door de introductie van konijnen en schapen kreeg dit buideldier er sterke concurrentie bij en bovendien verdwenen verschillende inheemse grassoorten waarmee de noordelijke breedneuswombat zich voedde; deze grassen werden vervangen door Afrikaans buffelgras. Hierdoor verdween deze wombat in de loop van de twintigste eeuw uit een groot gedeelte van zijn oorspronkelijke verspreidingsgebied.

## Bescherming
Tegenwoordig komt de noordelijke breedneuswombat alleen nog voor in een gebied van 3 km² in het nationaal park Epping Forest in Centraal-Queensland. In dit bosgebied leven minder dan honderd, waarschijnlijk niet meer dan zeventig, exemplaren. De noordelijke breedneuswombat is samen met de Javaanse neushoorn het zeldzaamste grote zoogdier ter wereld en met uitsterven bedreigd. In 2000 werd een roofdier-bestendig hek van twee meter hoog gezet om 25 km² van het nationaal park Epping Forest om de noordelijke breedneuswombat te beschermen. Ideeën voor fokprogramma's in gevangenschap of overplaatsing naar andere gebieden zijn inmiddels verlaten omdat de bestaande populatie simpelweg te klein is om voldoende wombats uit het gebied te halen om dergelijke programma's met enig succes te kunnen uitvoeren.
Noordelijke breedneuswombat (Lasiorhinus krefftii) · Zuidelijke breedneuswombat (Lasiorhinus latifrons) · Gewone wombat (Vombatus ursinus)